# Jussiê
Jussiê, de son vrai nom Jussiê Ferreira Vieira, est un ancien footballeur brésilien, né le 19 septembre 1983 à Nova Venécia (Brésil). Durant sa carrière, il évoluait au poste d'attaquant.

## Biographie
Il évolue au poste d'attaquant ou de milieu de terrain offensif. Il arrive au RC Lens en janvier 2005 pour environ 2 millions d'euros. Il est repéré par Didier Sénac au Brésil, où il portait le maillot de Cruzeiro EC, club où évoluait Cris, le défenseur lyonnais. 
En janvier 2007, alors qu'il fait partie des joueurs cadres de Lens, il est à la surprise générale prêté aux Girondins de Bordeaux. Le brésilien déclare en public quitter Lens notamment pour les difficultés d'adaptation de sa famille, et du climat plutôt difficile du Pas-de-Calais.
Finalement, le milieu de terrain brésilien convainc les dirigeants bordelais et signe un contrat de 4 ans en faveur du club aquitain. Le coût de la transaction est estimé à 6 millions d'euros.
Jussiê réalise des performantes encourageantes sous le maillot au scapulaire, marquant notamment le but de l'égalisation contre l'Olympique de Marseille le 16 décembre 2007, permettant 30 ans d'invincibilité sur leur pelouse pour les Girondins. Cependant, il est par la suite très souvent blessé, ne jouant que très peu.
De retour sur les terrains fin septembre 2008, Jussiê ne tarde pas à se mettre en évidence. Entré à une demi-heure de la fin à Grenoble alors que les girondins évoluent en double infériorité numérique, il marque le but de la victoire à la 81e minute face au GF38. Ce but met un terme à l'invincibilité des locaux au stade des Alpes.
Lors du deuxième match des Girondins de Bordeaux contre Toulouse, il marque le troisième but des marines et blanc à la 85e minute de jeu, permettant à son équipe de mener alors qu'elle perdait 2-0 à la mi-temps.
Lors du premier match de la saison 2011-2012, il marque sur pénalty à la 58e minute le premier but des Girondins de la saison. Bordeaux s'incline 2-1 ce jour-là face à l'AS Saint-Étienne.
Il inscrit son premier doublé sous les couleurs bordelaises face à l'Olympique de Marseille le 21 avril 2012, et permet aux Girondins de s'imposer sur le score de 2 buts à 1 et de conserver leur invincibilité face aux joueurs de Didier Deschamps depuis 35 ans sur leur pelouse. Il avait auparavant déjà inscrit un doublé mais avec le RC Lens lors de la victoire des sang et or 7 à 0 face à l'AJ Auxerre le 20 août 2005.
Il a pour particularité d'avoir inscrit deux buts dans la même saison 2011-2012 à la 28e seconde très précisément (face au TFC et à l'OM).
Fin janvier 2013, il est prêté avec option d'achat pour le reste de la saison au club émirati d'Al Wasl Dubaï.
Lors de la préparation estivale 2014 avec les Girondins, il est victime d'une rupture des ligaments croisés du genou, qui l'éloigne des terrains durant de nombreux mois.
En février 2017, il arrête sa carrière professionnelle, dirige une société d’export de vins français et souhaite signer en amateur au Stade Bordelais. Toutefois, des raisons administratives empêchent le renouvellement de sa licence sportive.

## Carrière

### Statistiques
| Saison                  | Club                         | Pays   | Championnat | Championnat | Championnat | Championnat  | Championnat  | Coupe d'Europe | Coupe d'Europe | Coupe d'Europe |
| Saison                  | Club                         | Pays   | Division    | Matchs      | Buts        | Cartons      | Cartons      | Type           | Matchs         | Buts           |
| Saison                  | Club                         | Pays   | Division    | Matchs      | Buts        | Carton jaune | Carton rouge | Type           | Matchs         | Buts           |
| ----------------------- | ---------------------------- | ------ | ----------- | ----------- | ----------- | ------------ | ------------ | -------------- | -------------- | -------------- |
| ?                       | Funcab                       | Brésil | ?           | ?           | ?           | ?            | ?            | -              | -              | -              |
| ?                       | Goytacaz                     | Brésil | ?           | ?           | ?           | ?            | ?            | -              | -              | -              |
| ?                       | Commercial                   | Brésil | ?           | ?           | ?           | ?            | ?            | -              | -              | -              |
| 2001 - 2001             | Cruzeiro EC                  | Brésil | Division 1  | 8           | 1           | ?            | ?            | -              | -              | -              |
| 2002 - 2002             | Cruzeiro EC                  | Brésil | Division 1  | 8           | -           | ?            | ?            | -              | -              | -              |
| 2003 - 2003 (avr.)      | Cruzeiro EC                  | Brésil | Division 1  | 1           | -           | ?            | ?            | -              | -              | -              |
| 2003 (avr.) - 2003      | Kashiwa Reysol (prêt)        | Japon  | Division 1  | 17          | 5           | ?            | ?            | -              | -              | -              |
| 2004 - 2004             | Cruzeiro EC                  | Brésil | Division 1  | 41          | 12          | ?            | ?            | -              | -              | -              |
| 2005 (jan.) - 2005      | RC Lens                      | France | Ligue 1     | 12          | 1           | 2            | -            | -              | -              | -              |
| 2005 - 2006             | RC Lens                      | France | Ligue 1     | 35          | 6           | 2            | -            | C3             | 7              | 0              |
| 2006 - janv. 2007       | RC Lens                      | France | Ligue 1     | 21          | 6           | 3            | 0            | C3             | 4              | 0              |
| janv. 2007 - juin. 2007 | Girondins de Bordeaux (prêt) | France | Ligue 1     | 16          | 2           | 2            | -            | C3             | -              | -              |
| 2007 - 2008             | Girondins de Bordeaux        | France | Ligue 1     | 22          | 4           | 0            | 0            | C3             | 3              | 2              |
| 2008 - 2009             | Girondins de Bordeaux        | France | Ligue 1     | 20          | 2           | 2            | 0            | C1 + C3        | 2 + 2          | 0 + 0          |
| 2009 - 2010             | Girondins de Bordeaux        | France | Ligue 1     | 30          | 4           | 0            | 0            | C1             | 7              | 1              |
| 2010 - 2011             | Girondins de Bordeaux        | France | Ligue 1     | 31          | 4           | 7            | 0            | -              | -              | -              |
| 2011 - 2012             | Girondins de Bordeaux        | France | Ligue 1     | 29          | 6           | 2            | 0            | -              | -              | -              |
| 2012 - 2013             | Girondins de Bordeaux        | France | Ligue 1     | 15          | 1           | 0            | 0            | C3             | 6              | 4              |
| 2013 - 2014             | Girondins de Bordeaux        | France | Ligue 1     | 22          | 9           | 1            | 0            | C3             | 4              | 1              |
| 2014 - 2015             | Girondins de Bordeaux        | France | Ligue 1     | -           | -           | -            | -            | -              | -              | -              |
| 2015 - 2016             | Girondins de Bordeaux        | France | Ligue 1     | 9           | 0           | 0            | 0            | C3             | 4              | 1              |

## Palmarès
- Coupe Intertoto (1) :
  - Vainqueur : 2005

- Championnat du Brésil (1) :
  - Champion : 2003

- Championnat de l'État brésilien du Minas Gerais (3) :
  - Champion : 2002, 2003 et 2004

- Coupe de la Ligue : 
  - Vainqueur : 2007 et 2009

- Coupe Sul-Minas (1) :
  - Vainqueur : 2002

- Championnat de France (1) :
  - Champion : 2009

- Coupe de France (1) :
  - Vainqueur : 2013

## Repères
- Premier match en Ligue 1 : 19 février 2005 (RC Lens 2 - 0 FC Nantes) .
- Premier but en Ligue 1 : 7 mai 2005 (FC Metz 1 - 1 RC Lens).